# Dunkerque

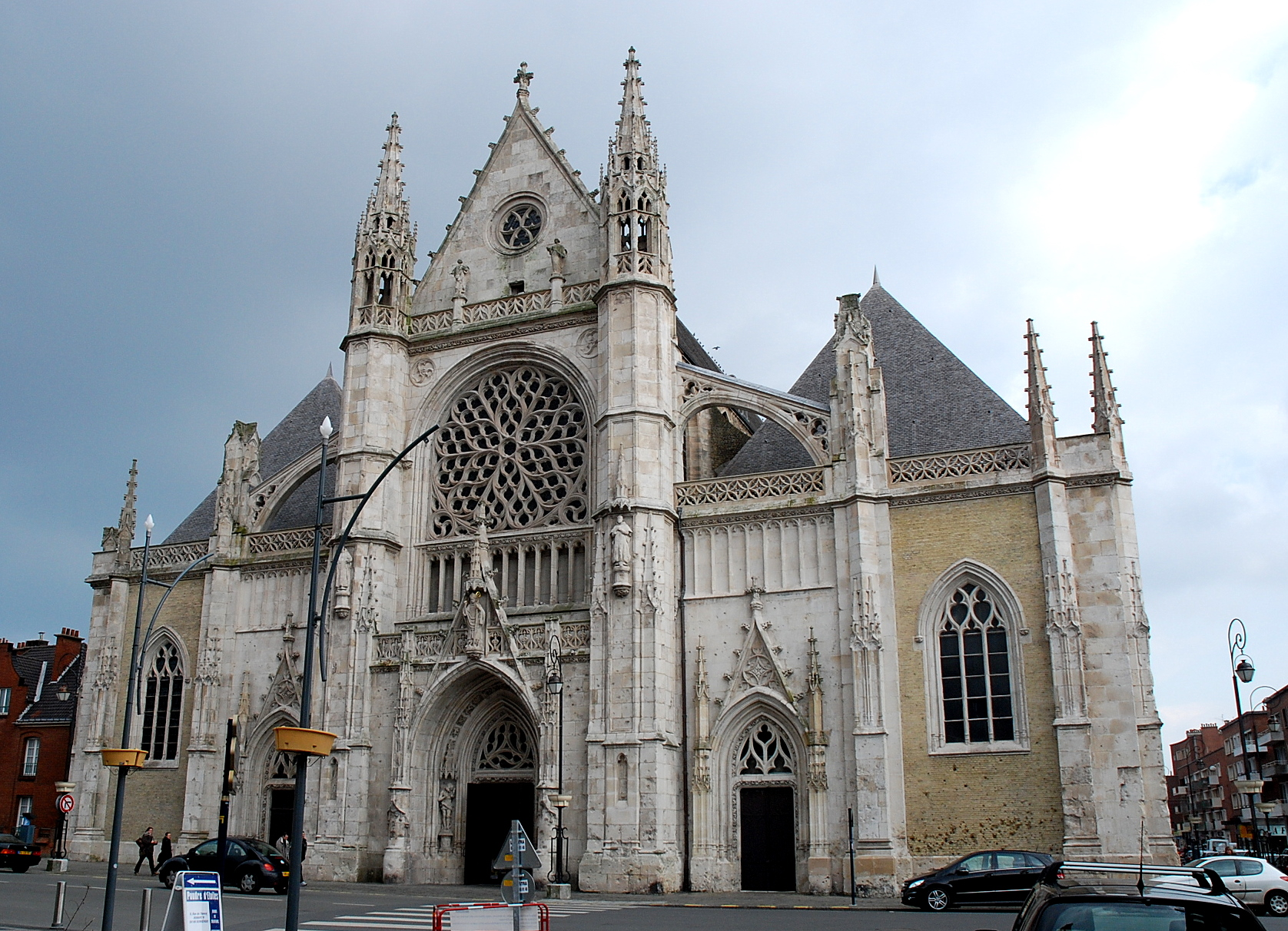
Église Saint-Éloi i Dunkerque.

Dunkerque (franskt uttal: [dœ̃kɛʁk] lyssna (fil), nederländska: Duinkerke, engelska: Dunkirk, tyska: Dünkirchen) är en hamnstad och kommun i regionen Hauts-de-France i norra Frankrike. År 2017 hade Dunkerque 87 353 invånare. Dunkerque är en del av franska Flandern och hyser en flamländsk minoritet. Staden är från början en flamländsk stad som genom åren blivit mer och mer franskspråkig.
Hamnstaden blev känd under andra världskriget, då ett flertal brittiska och franska styrkor flydde till Storbritannien med hjälp av båtar från staden för att undgå de tyska styrkorna efter Frankrikes fall (Operation Dynamo). Evakueringen pågick 29 maj till 4 juni 1940.
Under det så kallade låtsaskriget, som pågick under tiden från utbrottet av andra världskriget till det tyska anfallet mot Nederländerna och Belgien, kan krigsverksamheten på västfronten i huvudsak karaktäriseras som en period av uppbyggnad av stridskrafterna. Av detta skäl sände Storbritannien som ett stöd till Frankrike en expeditionskår, som omfattade tio divisioner.
De tyska trupperna trängde ut den brittiska expeditionskåren tillsammans med stora franska styrkor mot Engelska kanalen. Genom en omfattande insats – inte minst genom allmänhetens bistånd – lyckades man ta hem en stor del av expeditionskåren, cirka 338 000 man. Allt vad som fanns i fråga om fartyg och båtar (inklusive fritidsbåtar) uppbringades i södra England och med hjälp av dem fördes soldaterna från Dunkerques stränder till moderlandet. Huvuddelen av de franska styrkorna och all brittisk materiel blev kvar på stranden.
Den 9 december 2010 uppgick kommunerna Fort-Mardyck och Saint-Pol-sur-Mer i Dunkerque.

## Befolkningsutveckling
Antalet invånare i kommunen Dunkerque
| Referens: INSEE |